# San Vicente (Ilocos Sur)
San Vicente ist eine Stadtgemeinde in der philippinischen Provinz Ilocos Sur und liegt am Südchinesischen Meer. In dem nur 11,9 km² großen Gebiet lebten im Jahre 2015 12.758 Menschen, wodurch sich eine Bevölkerungsdichte von 1072 Einwohnern pro km² ergibt. Das flache Gelände wird auch vom Bantaoay River durchquert.
San Vicente ist in folgende sieben Baranggays aufgeteilt:
- Bantaoay
- Bayubay Norte
- Bayubay Sur
- Lubong
- Poblacion
- Pudoc
- San Sebastian